# Europese kampioenschappen boogschieten (indoor)
De Europese kampioenschappen indoorboogschieten zijn door World Archery Europe (WAE) georganiseerde tweejaarlijkse kampioenschappen voor boogschutters. 

## Geschiedenis
De eerste editie werd ingericht door de Fédération Internationale de Tir à l'Arc (FITA) en vond plaats van 5 tot en met 6 maart 1983 in het Zweedse Falun. Na de oprichting van de European & Mediterranean Archery Union (EMAU) op 17 april 1988 te Parijs kwam de organisatie in handen van deze Europese boogschuttersfederatie. Sinds 20 mei 2012 is de organisatie van het kampioenschap in handen van EMAU-opvolger World Archery Europe (WAE).

## Edities
| Editie            | Jaar | Plaats                |
| ----------------- | ---- | --------------------- |
| I                 | 1983 | Falun (Zweden)        |
| II                | 1985 | Odense (Denemarken)   |
| III               | 1987 | Parijs (Frankrijk)    |
| IV                | 1989 | Athene (Griekenland)  |
|                   |      |                       |
| V                 | 1996 | Mol (België)          |
| VI                | 1998 | Oldenburg (Duitsland) |
| VII               | 2000 | Spała (Polen)         |
| VIII              | 2002 | Ankara (Turkije)      |
| IX                | 2004 | Sassari (Italië)      |
| X                 | 2006 | Jaén (Spanje)         |
| XI                | 2008 | Turijn (Italië)       |
| XII               | 2010 | Poreč (Kroatië)       |
| XIII              | 2011 | Cambrils (Spanje)     |
| XIV               | 2013 | Rzeszów (Polen)       |
| XV                | 2015 | Koper (Slovenië)      |
| XVI               | 2017 | Vittel (Frankrijk)    |
| XVII              | 2019 | Samsun (Turkije)      |
| XVIII (gecanceld) | 2021 | Koper (Slovenië)      |
| XIX               | 2022 | Laško (Slovenië)      |
| XX (gecanceld)    | 2023 | Samsun (Turkije)      |
| XXI               | 2024 | Varazdin (Kroatië)    |